# دنکانال، هند
دنکانال (به انگلیسی: Dhenkanal) یک شهرک و شهرداری در هند است که در بخش دنکانال واقع شده‌است. دنکانال ۳۱ کیلومتر مربع مساحت و ۶۷٬۴۱۴ نفر جمعیت دارد و ۸۰ متر بالاتر از سطح دریا واقع شده‌است.